# 六氰合钴(III)酸
六氰合钴(III)酸是一种无机化合物，化学式为H3[Co(CN)6]，是一种强三元酸，有很高的化学稳定性。它是六方晶系晶体，空间群D31d，晶胞参数a=6.43, c=5.70 A, Z=1。

## 制备
六氰合钴(III)酸的五水合物可由六氰合钴(III)酸钾流过H+型离子交换柱得到，加热脱水。
另一方法是由盐酸和乙醚与六氰合钴(III)酸钾作用得到。